# Región Amecameca
Región 1 Amecameca es la primera de las 20 regiones en que se divide el Estado de México. Se localiza al este del estado.

## Geografía
Al oriente se encuentra la Sierra Nevada, es una frontera natural en colindancia con el estado de Puebla y una vertiente de orográfica que divide el Valle de México con el Valle de Puebla; al sur se forma los lomeríos de la Sierra de Chichinautzin en colindancia con el estado de Morelos, el centro se compone de una planicie que forma parte del Valle de México, al norte colinda con la Región Chimalhuacán, y al oeste colinda con la Ciudad de México, donde el suelo tiene bancos subterráneos de tezontle que determinan su origen volcánico hacia la Sierra de Santa Marta.

### Orografía
Las montañas más altas del Valle de México se encuentran al oriente de la región, el Popocatépetl y el Iztaccíhuatl son las principales elevaciones y también son los puntos más altos de la región y del estado.

## Municipios de la región
- Amecameca
- Atlautla
- Ayapango
- Chalco
- Cocotitlán
- Ecatzingo
- Juchitepec
- Ozumba
- Temamatla
- Tenango del Aire
- Tepetlixpa
- Tlalmanalco
- Valle de Chalco Solidaridad